# Base di Sorrento
La base di Sorrento è un reperto archeologico esposto presso il Museo Correale di Terranova a Sorrento. Probabilmente costituiva il basamento di una statua di Augusto, ed è per questo motivo che viene spesso indicata anche come "base di Augusto". Tutti e quattro i suoi lati erano decorati da rilievi rappresentanti episodi commemorativi dell’inaugurazione del tempio di Vesta fatto costruire da Augusto stesso sul Palatino, presso la parte pubblica della propria casa. È stata a lungo murata su una delle pareti dell'episcopio di Sorrento, fino a quando nel 1864 non è stata distaccata e poi nel 1867 inserita all'interno della raccolta municipale.
La base è giunta frammentata: dei tre blocchi che forse costituivano il monumento sono rimasti soltanto i due laterali, di cui uno a metà.